# 張起鵑
張起鵑（？—？），甘肃凉州人，清朝政治人物。监生出身。
道光三十年（1850年），擔任清朝廣州府新安縣知縣。后由黃光周接任。